# Sempronius (Nueva York)
Sempronius es un pueblo ubicado en el condado de Cayuga en el estado estadounidense de Nueva York. En el año 2000 tenía una población de 893 habitantes y una densidad poblacional de 11.7 personas por km².

## Geografía
Sempronius se encuentra ubicado en las coordenadas 42°43′37″N 76°19′54″O / 42.72694, -76.33167.

## Demografía
Según la Oficina del Censo en 2000 los ingresos medios por hogar en la localidad eran de $38,611, y los ingresos medios por familia eran $39,813. Los hombres tenían unos ingresos medios de $30,417 frente a los $22,438 para las mujeres. La renta per cápita para la localidad era de $15,365. Alrededor del 8.9% de la población estaban por debajo del umbral de pobreza.